# 2012年6月中國大陸

## 6月28日
- 安徽一大学生因看不惯城管对小摊贩大喊大叫及掀翻老人的摊子，与城管论理，遭到四名城管的追打。有视频显示，城管扬言“不穿制服的时候来打死你”、“见一次就打一次”。[1][2]

## 6月25日
- 陕西安康市镇坪县曾家镇政府非法拘禁一名怀孕7个月的女子，强制引产其肚中胎儿。被上级部门认定为是违法行为后，拒绝法办相关责任人。当地政府还打标语辱骂被强制引产孕妇一家：“痛打卖国贼，驱出曾家镇”。
  - 另一媒体指出：“中国人接受外媒采访、外国人接受中国媒体采访，都再正常不过与卖国扯不上一点关系”，并说以上行为违反了《中华人民共和国民法通则》第101条规定：“公民、法人享有名誉权，公民的人格尊严受法律保护，禁止用侮辱、诽谤等方式损害公民、法人的名誉。”[3][4]
- 6月25日，广东省中山市沙溪镇发生由两名少年冲突引发的外来人员聚集事件。[5][6]

## 6月21日
- 中国国务院批准设立三沙市，管理西沙、中沙、南沙。[7]

## 6月19日
- 深圳官员醉驾被免究刑责，法院称“驾驶距离不远”，并以“涉密”为由，拒绝公开此案的判决书，检察院称“免刑”是法官的“自由裁量权”，不予“抗诉”。[8]
- 亚洲最大游轮皇家加勒比“海洋航行者”号开始上海首航，目的地为日本的福冈和长崎，以及韩国济州岛。

## 6月15日
- 中国国务院总理温家宝表示：“不要轻易把不同意见说成噪音、杂音，应善于从批评性意见中汲取智慧”。[9]

## 6月14日
- 中国五项法定社保缴费达工资的40%以上，在181个国家中排行第一。缴费额为北欧五国的3倍，G7的2.8倍，东亚邻国及港台的4.6倍。[10]

## 6月13日
- 媒体报道，中国油价下调后北京、大连等多个城市“的士”燃油附加费并未相应下调，引发民众对“跟涨容易，跟跌难”的热议。[11]

## 6月8日
- 深圳医保需缴满25年，中间不能中断连续3个月以上（否则之前缴费将清零）的政策引发网友热议。深圳市法制办声称：会考虑做相应修改。[12]

## 6月7日
- 中国大陆2012年高考开始。[13][14][15]
- 人民日报称：中国在PM2.5等环保标准方面，只能跟较低的国际标准接轨。网友有不同意见的评论：税收已经超国际标准了。[16][17]
- 上海合作组织6日至7日在北京召开峰会。中国承诺给予上合组织成员国百亿美元贷款。[18]

## 6月4日
- 在无锡5·29事故中受伤致死的杭州「最美司机」吴斌出殡，数万民众自发而来为送别最后一程。5月29日，吴斌驾驶大客车从无锡返回杭州，在高速公路上一块铁块从對面車道飞落击穿大客車前擋風玻璃后砸中吴斌腹部和手臂，导致其三根肋骨被撞断，肝脏被击碎。吴斌强忍剧痛安全停車并成功疏散車上全部24名旅客，他自己却因伤势过重去世。吳斌被大陸网友誉为「最美司机」。[19]

## 6月5日
- 应中国国家主席胡锦涛邀请，俄罗斯总统普京将于6月5日至7日访问中国，并出席在北京举行的上海合作组织成员国元首理事会第十二次会议。[20]
- 外国大使馆发布的PM2.5数据，让中国民众认识和重视了PM2.5.今日环保部称外国使馆发布PM2.5为“干涉内政”行为。[21][22]
- 中国贵州省纳雍县的代课教师，每个月只能拿到25元的工资，并且没有养老保险。在网友在博客上曝光后，当地紧急上调至1000元，并且为代课教师购买养老保险[23]。

## 6月6日
- 人力资源社会保障部拟建议弹性延迟领养老金年龄引发热议，网络调查显示多数网友表示反对。有网友评论：大量党政机关乃至事业单位员工无需缴纳社保，却领取比企业退休职工高得多的退休金。这才是社保基金巨额缺口的原因。[24]
- 朝鲜在庆祝少年团成立66周年大会上，金正恩在一队少年团员簇拥下步入会场，金正恩面带微笑，而少年们则“激动”得“嚎啕大哭”。[25]

## 6月1日
- 广州城管在天河体育中心外粗鲁没收商贩国旗，此举激怒了现场的大批球迷。事件背景为中超联赛中，广州球迷从上轮对青岛中能地比赛开始被禁止携带国旗入场。[26]
- 中华人民共和国主席胡锦涛同哥斯达黎加共和国总统劳拉·钦奇利亚互致贺电，庆祝中哥建交五周年[27]。